# HD 222618
HD 222618，又名BD+56 3067，SAO 35682、HR 8985，是一颗恒星，视星等为6.24，位于銀經113.61，銀緯-4.35，其B1900.0坐标为赤經23h 37m 5.4s，赤緯+56° -4.35′ 20″。